# Quinoxaline
La quinoxaline aussi appelé benzopyrazine est un composé organique hétérocyclique contenant un noyau benzénique soudé à un cycle pyrazine. C'est un isomère d'autres diazanaphtalènes comme la quinazoline, la cinnoline et la phtalazine.
Plus généralement, les quinoxalines sont des dérivés de la quinoxaline.

## Synthèse
La quinoxaline peut être synthétisée par condensation de l'ortho-phénylènediamine (1,2-diaminobenzène) avec du éthanedial (glyoxal).
De la même façon, les quinoxalines peuvent être formées en condensant d'autres 1,2-diaminobenzènes sur des 1,2-dicétones
Des dérivés substitués se forment également lorsque des acides α-cétoniques, des α-chlorocétones, des alcools α-aldéhyde ou des alcools α-cétone sont utilisés à la place des dicétones. La quinoxaline et ses dérivés peuvent être aussi formés par réduction d'acides aminés substitués par des groupes 1,5-difluoro-2 ,4-dinitrobenzène (DFDNB).
Une étude a utilisé de l'acide 2-iodoxybenzoïque (IBX) en tant que catalyseur dans la réaction du benzile avec du 1,2-diaminobenzène :

## Utilisation
Les quinoxalines sont utilisées comme colorants, produits pharmaceutiques comme des antibiotiques tels que l'échinomycine, sulfaquinoxaline  ou actinoleutine et aussi pour la vulcanisation.
Quelques études ont été menées afin d'explorer les propriétés antitumorales des composés quinoxalines. En 2007, la quinoxaline et ses dérivés ont été étudiés comme ligands catalyseurs.